# Episodi di Agents of S.H.I.E.L.D. (quinta stagione)
La quinta stagione della serie televisiva Agents of S.H.I.E.L.D., composta da ventidue episodi, è stata trasmessa in prima visione negli Stati Uniti dal canale ABC dal 1º dicembre 2017 al 18 maggio 2018.
Clark Gregg interprete di Phil Coulson ha diretto il sesto episodio.
Gli antagonisti principali della quinta stagione sono: Kasius e Glenn Talbot.
In Italia, la stagione viene trasmessa in prima visione dal canale satellitare Fox dal 20 dicembre 2017 al 13 giugno 2018.
| n° | Titolo originale             | Titolo italiano            | Prima TV USA     | Prima TV Italia  |
| -- | ---------------------------- | -------------------------- | ---------------- | ---------------- |
| 1  | Orientation                  | Orientarsi                 | 1º dicembre 2017 | 20 dicembre 2017 |
| 2  | Orientation                  | Orientarsi                 | 1º dicembre 2017 | 27 dicembre 2017 |
| 3  | A Life Spent                 | Una vita persa             | 8 dicembre 2017  | 3 gennaio 2018   |
| 4  | A Life Earned                | Una vita guadagnata        | 15 dicembre 2017 | 10 gennaio 2018  |
| 5  | Rewind                       | Rewind                     | 22 dicembre 2017 | 1º febbraio 2018 |
| 6  | Fun & Games                  | Giochi e divertimento      | 5 gennaio 2018   | 8 febbraio 2018  |
| 7  | Together or Not at All       | O insieme o per niente     | 12 gennaio 2018  | 15 febbraio 2018 |
| 8  | The Last Day                 | L'ultimo giorno            | 19 gennaio 2018  | 22 febbraio 2018 |
| 9  | Best Laid Plans              | I migliori piani           | 26 gennaio 2018  | 1º marzo 2018    |
| 10 | Past Life                    | Nel passato                | 2 febbraio 2018  | 8 marzo 2018     |
| 11 | All the Comforts of Home     | Tutte le comodità di casa  | 2 marzo 2018     | 15 marzo 2018    |
| 12 | The Real Deal                | Il vero patto              | 9 marzo 2018     | 4 aprile 2018    |
| 13 | Principia                    | La Principia               | 16 marzo 2018    | 11 aprile 2018   |
| 14 | The Devil Complex            | Il complesso del diavolo   | 23 marzo 2018    | 18 aprile 2018   |
| 15 | Rise and Shine               | È ora di alzarsi           | 30 marzo 2018    | 25 aprile 2018   |
| 16 | Inside Voices                | Voci interiori             | 6 aprile 2018    | 2 maggio 2018    |
| 17 | The Honeymoon                | La luna di miele           | 13 aprile 2018   | 9 maggio 2018    |
| 18 | All Roads Lead...            | Tutte le strade portano... | 20 aprile 2018   | 16 maggio 2018   |
| 19 | Option Two                   | Opzione due                | 27 aprile 2018   | 23 maggio 2018   |
| 20 | The One Who Will Save Us All | Colui che ci salverà tutti | 4 maggio 2018    | 30 maggio 2018   |
| 21 | The Force of Gravity         | La forza di gravità        | 11 maggio 2018   | 6 giugno 2018    |
| 22 | The End                      | La fine                    | 18 maggio 2018   | 13 giugno 2018   |

## Orientarsi
- Titolo originale: Orientation
- Diretto da: Jesse Bochco (prima parte) e David Solomon (seconda parte)
- Scritto da: Jed Whedon e Maurissa Tancharoen (prima parte) e DJ Doyle (seconda parte)

### Trama
Un gruppo sconosciuto cattura Phil Coulson, Melinda May, Daisy Johnson, Jemma Simmons, Alphonso "Mack" MacKenzie e Yo-Yo Rodriguez, e li trasporta in una stazione spaziale attraverso un monolite mentre Leo Fitz viene lasciato sulla Terra. All'arrivo, la squadra viene accolta da Virgil, che muore poco dopo divorato dagli "scarafaggi". Si ricongiungono successivamente e incontrano Deke, il quale rivela che la stazione spaziale, conosciuta come il "Faro", è stata costruita quasi novanta anni prima. Sperando di inviare un messaggio sulla Terra, May e Simmons scoprono che non è più abitabile e sembra essere stata distrutta da un evento catastrofico. Allo stesso tempo, Coulson scopre che il monolite non li ha solo trasportati nello spazio ma anche nel tempo, portandoli nel futuro. Altrove, Mack e Yo-Yo sono tenuti prigionieri dai Kree, che mantengono il controllo sulla stazione incoraggiando spargimenti di sangue tra i suoi abitanti. Di ritorno alla stazione, la squadra tenta di mimetizzarsi accettando di lavorare per Grill salvandosi da un “Rinnovo” (che consiste nell'uccisione di alcuni umani e nel conseguente rimpiazzo con forze più fresche) anche con l’aiuto di Tess, un’amica di Virgil. Coulson va con Tess per saperne di più su Virgil e trova un taccuino nascosto all'interno della sua stanza. Nel frattempo, Simmons, dopo aver curato un ferito infortunatosi durante il rinnovo, viene portata da Kasius, il capo della stazione dei Kree, e inserita tra i suoi schiavi. Più tardi, Daisy affronta Deke in una sua simulazione del framework, in cui rivela che Quake è la ragione per cui la Terra è stata distrutta.
- Ascolti USA: telespettatori 2.500.000.[7]

## Una vita persa
- Titolo originale: A Life Spent
- Diretto da: Kevin Hooks
- Scritto da: Nora Zuckerman e Lilla Zuckerman

### Trama
Simmons viene incaricata di aiutare Abby, una giovane Inumana, a controllare le sue nuove abilità in modo da esibirsi durante la cerimonia per l'arrivo di Lady Basha. Simmons ci riesce, ma rimane scioccata quando Kasius vende la ragazza a Lady Basha. Mentre la squadra si abitua ai nuovi lavori, Grill inizia a sospettare dei nuovi arrivati e manda uno dei suoi uomini a spiarli. Durante una spedizione nello spazio, Coulson, May, Mack e Tess riescono a capire l'utilità del quaderno di Virgil e scoprono una trasmissione radio che proviene, apparentemente, dalla superficie della Terra. La spia di Grill riferisce quanto appreso, ma viene incastrato per tradimento e mandato a morire sulla Terra. Nel frattempo, Daisy, con l'aiuto di Yo-Yo, riesce a prendere un tablet Kree per andare a salvare Simmons, ma il suo piano viene mandato a monte da Deke che la consegna a Kasius, che la cattura per usarla come il suo nuovo campione.
- Ascolti USA: telespettatori 1.930.000.[8]

## Una vita guadagnata
- Titolo originale: A Life Earned
- Diretto da: Stan Brooks
- Scritto da: Drew Z. Greenberg

### Trama
Daisy incontra Ben, uno degli altri campioni di Kasius, con il dono della telepatia. Usando Ben per confermare la loro storia, Kasius interroga Daisy e Simmons riguardo agli altri. Riescono a convincere Kasius di essere venute da sole, nonostante questi rimanga sospettoso. Durante l'interrogatorio, Ben scopre che Kasius vuole distruggere la stazione e tutti quelli che ci vivono una volta ottenuto abbastanza denaro per andarsene. Deke ritorna dagli altri e, riconoscendo la voce di suo padre nella trasmissione radio, accetta di aiutarli ad accedere al 35º piano, riservato ai Kree. Qui scoprono che Kasius sta cercando di allevare degli Inumani. May scopre anche che Deke ha mentito su Daisy, ma viene interrotta dall'arrivo di Sinara, la letale collaboratrice di Kasius. Coulson e Deke vanno via mentre May la combatte da sola. Nel frattempo, Grill manda Mack a riscuotere un pagamento. Più tardi, si scopre che fra i compratori arrivati per l'esibizione di Daisy c'è Fitz.
- Ascolti USA: telespettatori 1.840.000.[9]

## Rewind
- Titolo originale: Rewind
- Diretto da: Jesse Bochco
- Scritto da: Craig Titley

### Trama
Poco dopo che gli altri erano stati presi alla tavola calda, Fitz viene preso in custodia dai militari e interrogato dal Generale Hale e i suoi sottoposti sulla posizione degli altri, oltre al loro coinvolgimento sul tentativo di omicidio del Generale Talbot e le morti di Jeffrey Mace e Holden Radcliffe. Per 6 mesi, Fitz riceve dei privilegi speciali per permettergli di localizzare la squadra, ma non ci riesce. Con l'aiuto di Lance Hunter, Fitz scappa dalla base militare e rintraccia Enoch, l'uomo che ha preso gli altri. Enoch spiega che una profezia ha previsto questi eventi e li porta da Robin, la figlia di Charles Hinton che esprime le sue abilità profetiche con dei disegni. Rintracciati dai militari, Enoch li aiuta a fuggire in un bunker segreto dove Fitz scopre di essere stato lasciato indietro per poter salvare la squadra. Determinati ad aiutarli, Fitz e Hunter irrompono nella base militare di Hale per prendere una camera criogenica; trovano tutte le loro tecnologie dello S.H.I.E.L.D. incluso lo Zephyr, che usano per scappare. Usando la camera, Fitz viene messo a dormire per i successivi 74 anni. Viene svegliato da Enoch, che lo prepara per il loro arrivo al Faro.
- Ascolti USA: telespettatori 2.400.000.[10]

## Giochi e divertimento
- Titolo originale: Fun & Games
- Diretto da: Clark Gregg
- Scritto da: Brent Fletcher

### Trama
Nella stazione, i Kree prelevano alcuni ragazzi per una improvvisa cerimonia di terrigenesi. Flint, un amico di Tess, subisce la terrigenesi con successo e viene nascosto con la squadra da Yo-Yo, ma Tess viene uccisa e impiccata per la scomparsa di Flint. Durante una cena con gli altri compratori, Fitz, che interpreta un ricco predone, si dimostra ben presto un tipo formidabile, guadagnandosi il rispetto di Kasius. La prima esibizione vede quindi scontrarsi Ben e May e finisce con May che viene mandata sulla superficie, mentre Ben viene ucciso per aver mentito durante l'interrogatorio di Daisy. Nel frattempo, Grill trova la squadra e li tiene prigionieri, finché Flint li salva usando la geocinesi contro Grill, uccidendolo. L'inaspettato arrivo del fratello di Kasius spinge Sinara a combattere con Daisy per l'esibizione, durante la quale Daisy, Fitz e Simmons riescono a sopraffare gli altri e a fuggire. Durante la fuga, Simmons chiede a Fitz di sposarla.
- Ascolti USA: telespettatori 2.490.000.[11]

## O insieme o per niente
- Titolo originale: Together or Not at All
- Diretto da: Brad Turner
- Scritto da: Matt Owens

### Trama
Daisy, Fitz e Simmons, braccati, scoprono che la stazione viene alimentata dal Gravitonium. Fitz viene colpito durante l'inseguimento, ma Deke li trova e li porta dal resto della squadra. Dopo essersi riuniti, la squadra organizza la loro fuga sulla superficie della Terra usando il trawler (un velivolo) e il dispositivo anti-gravità di Deke. Dopo aver saputo della morte di Tess, Flint decide di rimanere sulla stazione per proteggere gli abitanti rimasti, e Mack e Yo-Yo decidono di rimanere con lui per aiutarlo. Coulson, Daisy, Fitz, Simmons e Deke arrivano sulla superficie, ma finiscono in una tempesta gravitazionale. Nel frattempo, Kasius uccide suo fratello e pianifica di riconquistare l'approvazione del padre catturando Daisy con l'aiuto di Sinara. Sulla superficie, Enoch trova May, ma il loro incontro viene interrotto dall'imminente tempesta gravitazionale. Una misteriosa figura li porta al sicuro, dove vengono accolti da una invecchiata Robin.
- Ascolti USA: telespettatori 2.310.000.[12]

## L'ultimo giorno
- Titolo originale: The Last Day
- Diretto da: Nina Lopez-Corrado
- Scritto da: James C. Oliver e Sharla Oliver

### Trama
Coulson, Daisy, Fitz, Simmons e Deke sopravvivono allo schianto e si ricongiungono con May sullo Zephyr, dove incontrano Samuel Voss, un conoscente del padre di Deke. Nel Faro, intanto, Kasius punisce gli abitanti tagliando le loro risorse. Flint, Mack e Yo-Yo recuperano quindi le armi nascoste da Fitz e, dopo aver scoperto che Kasius ha liberato i Vrellnexian (grandi scarafaggi mostruosi e letali) nei piani inferiori, li sconfiggono e salvano gli abitanti rimasti. In superficie, la squadra tenta di ottenere risposte da Robin e trova una macchina del tempo costruita sullo Zephyr. Mentre Fitz e Simmons provano a rimuovere l'inibitore di Daisy, May e Coulson trovano un frammento del monolito nell'armadietto di Voss. Deke chiede a Voss del frammento, che apparteneva ai suoi genitori, e viene stordito. Voss prova quindi a uccidere Daisy e accoltella Robin per evitare che dia le risposte alla squadra. Prima di morire, Robin viene consolata da May mentre le rivela la loro storia e infine le dice come salvare il mondo, cosa che richiede Flint. Nel passato, May viene mostrata mentre si prende cura di Robin e incoraggia Fitz a costruire la sua macchina in modo da viaggiare nel tempo.
- Nota: Voss dice a Daisy che l'ultima volta che era stata vista viva era stata registrata una scossa sismica di grado 12 sulla scala Richter che aveva spaccato il pianeta a metà. Questo è scientificamente scorretto in quanto il pianeta Terra ha già subito realmente eventi sismicamente più violenti (l'impatto dell'asteroide nello Yucatan, che provocò l'estinzione dei dinosauri provocò una scossa di grado 13 sulla scala Richter, quindi circa 30 volte più energetica di un grado 12) senza che la sua struttura interna ne fosse stata intaccata.
- Ascolti USA: telespettatori 2.410.000.[13]

## I migliori piani
- Titolo originale: Best Laid Plans
- Diretto da: Garry A. Brown
- Scritto da: George Kitson

### Trama
Mentre la tempesta gravitazionale infuria, la squadra tenta di far ripartire lo Zephyr. May rivela che usando il frammento, Flint può ricreare il monolito permettendo loro di tornare indietro nel tempo. Proprio come al Faro, Fitz e Simmons trovano il Gravitonium sullo Zephyr e capiscono che le modifiche al velivolo sono state apportate dallo stesso Fitz. Sulla stazione, Flint, Mack e Yo-Yo riescono ad ottenere il controllo dei livelli inferiori, mentre Tess viene resuscitata da Kasius e mandata a inoltrare delle richieste per lui, il quale minaccia di far detonare degli esplosivi uccidendo chiunque, qualora le richieste non saranno soddisfatte. Mack e Yo-Yo rispondono piazzando gli esplosivi al livello 35, il piano medico, impedendo a Kasius di allevare nuovi Inumani. Durante un confronto con il Kree, Flint fa spostare gli abitanti nei piani superiori e usa i rimanenti esplosivi per separarli dai livelli inferiori, fuori dalla portata di Kasius. Intanto, usando la tempesta gravitazionale a loro vantaggio, May pilota lo Zephyr nello spazio, mentre Daisy combatte di nuovo con Sinara, stavolta uccidendola. Daisy poi contatta Mack mentre la squadra si dirige verso il Faro. Nel finale, Kasius rivela di avere anche lui la propria veggente.
- Ascolti USA: telespettatori 2.270.000.[14]

## Nel passato
- Titolo originale: Past Life
- Diretto da: Eric Laneuville
- Scritto da: DJ Doyle

### Trama
Mentre Enoch rimane sullo Zephyr, la squadra si concentra sul raggiungere Flint e salvare gli altri Inumani dalla prigionia. Sconvolto dalla morte di Sinara, Kasius infetta Tye, l'istruttore degli Inumani, con l'odium, una sostanza che rende folli per l'adrenalina, e lo manda a caccia della squadra. Mentre combatte con Tye, sembra che Coulson venga infettato. Si scopre che la veggente di Kasius è la Yo-Yo del futuro, la quale ha vissuto nel loop temporale e ha sofferto interminabili torture. Rivela che il ritorno della squadra porterà alla fine del mondo e che l'unica soluzione è lasciare che Coulson soccomba alla sua infezione. Mentre Flint ricrea il monolito, Mack si allontana per cercare Yo-Yo e assiste alla morte della Elena del futuro per mano di Kasius, che beve il rimanente odium e combatte con Mack, il quale, con l'aiuto di Simmons, uccide Kasius e si riunisce con Yo-Yo, ancora viva nella loro timeline. Deke ritorna allo Zephyr per salvare Enoch e riparare la macchina, anche se apparentemente muoiono entrambi, mentre la squadra ritorna nel presente.
- Ascolti USA: telespettatori 2.220.000.[15]

## Tutte le comodità di casa
- Titolo originale: All the Comforts of Home
- Diretto da: Kate Woods
- Scritto da: Drew Z. Greenberg

### Trama
Tornati nella propria epoca, la squadra incontra Noah, il successore di Enoch, che ha monitorato il mondo dal Faro in loro assenza. Coulson, May, Fitz, Simmons, Mack e Yo-Yo indagano su un fascio di luce emesso dalla Terra, che corrisponde alla descrizione di Voss sui primi segnali della fine. Riluttante ad unirsi alla squadra, Daisy rimane al Faro e scopre che Deke è sopravvissuto all'esplosione ed è stato arrestato. È quindi costretta a lasciare il bunker per salvarlo ed evitare che riveli della squadra alla polizia, dato che ora sono super ricercati. Una volta trovato il fascio di luce, la squadra si riunisce con l'agente Piper, che però si scopre lavorare per il Generale Hale, che tende loro un'imboscata con un gruppo di soldati robot, guidati da un'assassina. Durante il combattimento, quest'ultima tenta di uccidere Mack con il suo chakram, ma Yo-Yo blocca l'attacco e perde entrambe le braccia, come la sé del futuro. Piper rientra nella squadra e ritornano al Faro con il raggio, che esplode nel momento in cui Noah si sacrifica per salvare Daisy e Fitz. Più tardi, il Generale Hale critica la sua assassina, che si scopre essere sua figlia, Ruby, per aver messo a repentaglio la missione. A Philadelphia, intanto, il Generale Hale recluta Carl Creel per unirsi alla sua squadra, il quale accetta con riluttanza.
- Ascolti USA: telespettatori 1.900.000.[16]

## Il vero patto
- Titolo originale: The Real Deal
- Diretto da: Kevin Tancharoen
- Scritto da: Jed Whedon, Maurissa Tancharoen, Jeffrey Bell

### Trama
La distruzione di tre monoliti causata dall'esplosione del segnalatore crea, nei piani inferiori, una spaccatura dimensionale che rende reali le paure della squadra. Usando il gravitonio, Fitz crea un dispositivo capace di sigillare la spaccatura e Coulson si offre volontario per andare ad attivarlo personalmente, consapevole di rischiare la propria vita, ma sviene improvvisamente. La squadra scopre quindi della sua infezione, dovuta a Ghost Rider che ha bruciato il farmaco GH.325 all'interno di Coulson che lo manteneva in vita. La squadra è quindi costretta ad accelerare il proprio piano quando Yo-Yo viene attaccata da una manifestazione di un LMD di Simmons. Coulson manda Deke in superficie per chiamare rinforzi, quindi procede da solo a sigillare la spaccatura. Qui incontra una manifestazione di Mike Peterson, che afferma che le esperienze di Coulson sono solo un sogno, e che lui sta morendo su un tavolo operatorio dopo essere stato trafitto con lo scettro da Loki. Coulson, però, supera la sua paura e viene salvato dal vero Peterson, che risponde alla chiamata di Deke e arriva con altri agenti dello S.H.I.E.L.D.. Coulson e Peterson combattono quindi manifestazioni di Vrelnexian, Lash e Hive, prima di riuscire a contenere la spaccatura. Più tardi, la squadra organizza una cerimonia di matrimonio per Fitz e Simmons. Il generale Hale, che sta indagando sugli avvistamenti di Daisy, trova le prove che Deke è imparentato con Fitz e Simmons.
- Ascolti USA: telespettatori 2.040.000.[17]

## La Principia
- Titolo originale: Principia
- Diretto da: Brad Turner
- Scritto da: Craig Titley

### Trama
Quando la fessura inizia a riaprirsi, Fitz manda il team a cercare dell'altro gravitonio per chiuderla di nuovo. La squadra segue una pista a Baton Rouge, dove Mack ritrova il suo compagno di accademia Tony Caine, che con la Cybertek Industries ha aiutato a riabilitare scienziati costretti a lavorare per l'Hydra. Caine sostiene che il gravitonio era in spostamento a bordo della Principia, una nave della Cybertek scomparsa durante una tempesta, ma Deke capisce che il gravitonio potrebbe essere stato attivato da un fulmine che avrebbe mandato la Principia in cielo. Seguendo la teoria di Deke, la squadra trova la nave sospesa nell'atmosfera e scopre che la maggior parte del gravitonio è scomparsa e che ne è rimasta solo una piccola porzione a tenere la nave sospesa ed evitare che cada. Mentre Mack raccoglie il gravitonio rimasto, un gruppo di soldati robot di Hale li attacca di sorpresa, ma la squadra riesce a scappare dalla nave prima che precipiti sulla Terra. Durante una conversazione tra Simmons e Yo-Yo, Deke sente una frase che diceva sempre sua madre e capisce quindi che Fitz e Simmons sono i suoi nonni. Nel frattempo, il Generale Hale continua a formare il suo team tentando di reclutare Werner von Strucker, la cui memoria era stata potenziata dopo che lo S.H.I.E.L.D. lo aveva fatto svegliare da un coma. Inizialmente Strucker rifiuta l'offerta di Hale, ma Ruby riesce a convincerlo a rimanere.

## Il complesso del diavolo
- Titolo originale: The Devil Complex
- Diretto da: Nina Lopez-Corrado
- Scritto da: Matt Owens

### Trama
Quando Simmons viene attaccata da un'anomalia di un astronauta, Fitz cerca di sbrigarsi a chiudere la falla ma non riesce a capire come comprimere il gravitonio. Sotto stress, Fitz incontra il suo alter ego del Framework, il Dottore, che lo schernisce. Sullo Zephyr, Coulson, May e l'agente Piper catturano il generale Hale; ma questa rivela di essersi preparata per un'occasione del genere, e minaccia di far detonare degli esplosivi attaccati a Creel qualora lo S.H.I.E.L.D. non la seguisse. Con l'arrivo di Anton Ivanov, Coulson accetta di seguirli nonostante l'ansia di May, mentre Simmons, Mack e Yo-Yo vengono attaccati da uno dei robot che Mack aveva riportato dalla Principia. Daisy intanto viene messa fuori combattimento da un altro robot e si sveglia su un lettino, legata dal Dottore. Simmons trova Fitz che tenta di rimuovere l'inibitore di Daisy, capendo che il Dottore non era il risultato della dimensione di paura, ma una proiezione dello sconvolgimento interiore di Fitz. È stato lui a programmare i robot per isolare Daisy, usando i suoi poteri per comprimere il gravitonio e chiudere la falla definitivamente. Deke tenta di confortare Simmons, mentre le rivela anche di essere loro nipote. Più tardi, Hale parla col suo misterioso benefattore, Qovas, che le dà una fiala di odium e le ricorda della sua fedeltà all'Hydra.

## È ora di alzarsi
- Titolo originale: Rise and Shine
- Diretto da: Jesse Bochco
- Scritto da: Iden Baghdadchi

### Trama
28 anni fa, a una giovane Hale veniva imposto da Daniel Whitehall di infiltrarsi nell'aviazione americana e di essere fecondata tramite fecondazione in vitro per concepire Ruby come futuro leader dell'Hydra. Nel presente, Hale non riesce a convincere l'appena svegliatosi Talbot a rilasciare la merce di contrabbando dell'Hydra. Inoltre informa Coulson che un'alleanza aliena nota come la Confederazione ebbe contatti con l'Hydra e si offrì di assistere la Terra in vista di una incombente invasione, ma ora Hale intende tradire l'alleanza usando la camera di infusione di particelle di Whitehall e il gravitonio per creare un Distruttore di Mondi, proponendo a Coulson un'alleanza tra S.H.I.E.L.D. e Hydra. Sebbene la camera sia destinata a Ruby, Hale crede che Daisy possa essere più adatta, ma Coulson rifiuta la sua offerta di collaborazione e le dice del suo viaggio nel futuro, rivelandole che Daisy distruggerà la Terra, ma lei non gli crede. Al Faro, intanto, May e Daisy cercano di comprendere le motivazioni di Hale e di localizzare Coulson. Daisy, rimasta di fatto a capo dello S.H.I.E.L.D., si rifiuta di credere a Fitz e va alla ricerca di Robin. Simmons confessa a Fitz che Deke è loro nipote, facendogli intendere che loro due sopravviveranno anche a questo.

## Voci interiori
- Titolo originale: Inside Voices
- Diretto da: Salli Richardson-Whitfield
- Scritto da: Mark Leitner

### Trama
Agli ordini di Hale, Creel tenta di assorbire il gravitonio e inizia a vedere dei flash di Franklin Hall, scopritore del gravitonio. Angosciato da queste visioni, Creel collabora con Coulson e Talbot per fuggire, ma quando Hale manda Ruby a cercarli, Creel resta indietro per tenerla occupata, permettendo a Coulson e Talbot di scappare grazie al dispositivo per il teletrasporto della Confederazione. Nel frattempo, Daisy e May trovano Robin, che ha smesso di disegnare le sue visioni dopo aver visto la propria morte nel futuro, ma dopo aver visto May, Robin ricomincia a disegnare, stavolta mostrando la posizione di Coulson e Talbot tra le montagne. Intanto, al Faro, Simmons convince Yo-Yo ad aiutarla a liberare Fitz e seguire possibili tracce dell'arma dell'Hydra alimentata dal gravitonio. Insieme, fanno in modo che Mack liberi Fitz con l'inganno, prima di rinchiudere lui in cella. In un flashback di quattro anni fa, vediamo come Ian Quinn sia stato ingannato da Raina, venendo assorbito dal gravitonio.

## La luna di miele
- Titolo originale: The Honeymoon
- Diretto da: Garry A. Brown
- Scritto da: James C. Oliver e Sharla Oliver

### Trama
Ruby insegue Coulson e Talbot sulle montagne, ma Daisy arriva in tempo per salvarli. Deke, nel tentativo di coprire Daisy, viene colpito da uno sparo di Hale e dei suoi uomini, costringendo lo S.H.I.E.L.D. alla ritirata. Deke viene quindi riportato al Faro, dove Mack e Piper lo operano riuscendo a salvarlo. May parla con Coulson delle sue azioni recenti, e infine gli confessa i propri sentimenti, dicendo di amarlo. Intanto, Ruby, furiosa per il comportamento della madre, decide di ribellarsi e chiude Hale nella propria cella, prendendo il controllo insieme a Strucker. Fitz, Simmons e Yo-Yo raggiungono un complesso dell'Hydra, dove trovano la camera di infusione di particelle. Fitz danneggia uno dei componenti per renderla inutilizzabile, ma vengono circondati dai soldati robot. Yo-Yo tenta di fuggire e chiamare aiuto, ma è costretta a combattere Ivanov. Dopo aver vinto lo scontro, scopre che il corpo di Ivanov è collegato a tutti i robot, riuscendo quindi a disattivarli tutti insieme. Ma Ruby e Strucker arrivano e decidono di rapire Fitz e Simmons per fargli riparare la camera di infusione. Nel frattempo, Daisy aiuta Talbot a contattare la sua famiglia, ma inconsapevolmente lo aiuta ad attivare il suo lavaggio del cervello attraverso sua moglie, che è stata compromessa dall'Hydra.

## Tutte le strade portano...
- Titolo originale: All Roads Lead...
- Diretto da: Jennifer Lynch
- Scritto da: George Kitson

### Trama
Dopo aver localizzato il Blue Raven Ridge, Daisy e May vanno ad arrestare Hale, che si arrende di sua volontà dopo che Creel la informa delle coscienze di Quinn e Hall all'interno del gravitonio. Rivela quindi che Ruby ha in mente di diventare la Distruttrice di Mondi e li porta da lei. Arrivano nel complesso proprio mentre Ruby inizia il processo di infusione, ma Strucker è costretto a fermarlo all'8% per il dolore di Ruby, che, incapace di controllare l'elemento, frantuma inavvertitamente il cranio di Strucker, uccidendolo. Mentre May porta in salvo Fitz e Simmons, Daisy e Hale tentano di far calmare Ruby. Yo-Yo torna indietro per Daisy, ma, avendo capito che Ruby è la Distruttrice di Mondi e la stessa che le ha tagliato le braccia, le taglia la gola con il suo stesso chakram per vendetta. Il corpo di Ruby rilascia quindi una scarica di energia mentre Hale fugge. Intanto, al Faro, Talbot tenta di rapire Robin, ma Coulson e Mack riescono a sopraffarlo. La puntata si chiude con Hale nella nave della Confederazione, dove rivela a Qovas che lo S.H.I.E.L.D. è in possesso del gravitonio.

## Opzione due
- Titolo originale: Option Two
- Diretto da: Kevin Tancharoen
- Scritto da: Nora Zuckerman  e Lila Zuckerman

### Trama
Coulson mette la base in isolamento totale mentre Qovas e la nave della Confederazione spuntano sopra il River's End. Nonostante ciò, le truppe di Qovas, i predoni Remorath, riescono a teletrasportarsi all'interno alla ricerca del gravitonio. Mentre Coulson, May, Mack, Fitz e Deke difendono la sala di controllo, Yo-Yo recupera Talbot e si dirige verso il laboratorio dove Simmons, Piper e Davis stanno proteggendo il gravitonio. Yo-Yo, Piper e Davis tentano di liberare i corridoi, quando Talbot spara a Simmons ed entra nella camera di infusione di particelle, assorbendo tutto il gravitonio rimasto. Con i suoi nuovi poteri, riesce a salvare gli agenti dello S.H.I.E.L.D., prima di andar via con Coulson in un luogo sconosciuto. Nel frattempo, Daisy porta Robin e Polly in un posto sicuro con l'aiuto di Caine, che le dà anche il siero Centipede, un tempo usato per tenere in vita John Garrett, ma non riesce a trovare un ingrediente speciale, spingendo Daisy a profanare la tomba di sua madre.

## Colui che ci salverà tutti
- Titolo originale: The One Who Will Save Us All
- Diretto da: Cherie Gierhart
- Scritto da: Brent Fletcher

### Trama
Arrivati sulla nave di Qovas, Talbot prende il comando e dopo aver richiesto un incontro con la Confederazione, per dare dimostrazione dei suoi nuovi poteri, uccide uno dei leader e prende il suo posto nell'alleanza. Il padre di Kasius, Taryan, tenta di manipolare Talbot per far accrescere i suoi poteri rivelandogli la posizione di depositi intatti di gravitonio sulla Terra, che gli permetterebbero di salvare metà della vita dell'universo dall'imminente invasione di Thanos. Coulson ed Hale non riescono a convincerlo delle reali motivazioni di Taryan e si trovano costretti ad assecondarlo. Al Faro, intanto, un guerriero Remorath potenziato dall'odium attacca Mack prima di soccombere alla sostanza. Mentre Simmons studia l'odium, Daisy ritorna col cadavere di Jiaying e il siero Centipede, incaricandola di trovare una cura per salvare Coulson. Nel frattempo, il team rifornisce di gravitonio lo Zephyr per il viaggio nello spazio e si dirigono verso la nave di Qovas. Daisy e May si intrufolano nella nave, ma sono costrette ad arrendersi quando Talbot neutralizza Daisy ed uccide Hale dopo che questa aveva tentato di innescare in lui il lavaggio del cervello. Daisy viene quindi imprigionata e si risveglia da Taryan, che ha in mente di portarla sul suo pianeta natale.

## La forza di gravità
- Titolo originale: The Force of Gravity
- Diretto da: Kevin Tancharoen
- Scritto da: Drew Z. Greenberg e Craig Titley

### Trama
Mentre una Daisy svenuta viene trasportata, Taryan comunica con lei usando un dispositivo, che Daisy distrugge una volta svegliatasi, scappando dai suoi rapitori. Dopo che Talbot parte per la Terra a bordo di un Quinjet, Deke salva Coulson e May e poi si riunisce con Daisy. In un ospedale, Talbot fa visita a Creel e gli offre la pace trasformandolo in gravitonio e assorbendolo. Intuendo il desiderio di Talbot di dimostrarsi un buon padre, Mack e Yo-Yo lo seguono fino alla casa della sua famiglia. Qui Talbot minaccia gli agenti, ma suo figlio George lo convince a non causare altro dolore; Talbot quindi va via. Nel frattempo, Coulson decolla con Daisy sullo Zephyr, mentre May combatte con Qovas e Deke reindirizza i missili in modo che puntino verso la nave stessa. May e Deke riescono a teletrasportarsi sulla Terra mentre Qovas muore con la nave che esplode. Sullo Zephyr, Coulson viene attaccato da un Remorath, e inizia a sanguinare mentre le sue condizioni peggiorano. Al Faro, Fitz e Simmons spiegano che il rimanente siero Centipede potrebbe essere combinato o con il DNA di Jiaying o con l'odium, il che permetterebbe rispettivamente al team di salvare Coulson o di fermare Talbot e quindi salvare il mondo. Nel frattempo, Talbot rapisce Polly e Robin, e chiede alla bambina la posizione del gravitonio.

## La fine
- Titolo originale: The End
- Diretto da: Jed Whedon
- Scritto da: Jed Whedon e Maurissa Tancharoen

### Trama
Il team litiga riguardo all'uso del siero Centipede, con Yo-Yo che vorrebbe lasciar morire Coulson per non far avverare il futuro apocalittico, finché May distrugge la fiala di odium. Intanto, Talbot estorce da Robin la posizione di un deposito di gravitonio a Chicago, verso cui l'ex generale si dirige immediatamente. Daisy sceglie Mack per guidare lo S.H.I.E.L.D. perché lei non si ritiene adatta, e questi dirige il team mentre evacuano quanti più civili possibili. Simmons consegna a Coulson il siero Centipede, ma questi si rifiuta di prenderlo e lo nasconde senza farsi notare nei guanti di Daisy, convincendola ad affrontare Talbot da sola. Daisy tenta di appellarsi al patriottismo di Talbot per fargli capire che lui è già un eroe e non ha bisogno di diventarlo, ma Talbot la attacca e cerca di assorbirla. Scoprendo il siero nascosto da Coulson, Daisy se lo inietta e usa le sue abilità aumentate per sparare Talbot nello spazio, cambiando la linea temporale ed evitando che la Terra venga distrutta. Mentre salvano Polly e Robin dalla nave di Qovas dove erano tenute prigioniere, Fitz viene ferito a morte dalla caduta dei detriti, rimanendo trafitto, e May e Mack restano al suo fianco mentre muore. Simmons decide quindi di trovare la versione presente di Fitz, che in quel momento è ancora in stasi a bordo della nave di Enoch nello spazio. Dopo aver detto addio agli altri agenti, Coulson lascia lo S.H.I.E.L.D. per passare i suoi ultimi giorni a Tahiti insieme a May.